# 阿寒町
阿寒町（日语：／ Akan chō */?）為過去位於北海道釧路支廳中部的行政區，以阿寒湖和毬藻聞名。已於2005年10月11日與舊釧路市、音別町合併為新設立的釧路市；原本的町公所現在則成為釧路市公所的分所。
阿寒的名稱來自阿伊努語「akam」（車輪）或是「rakan-pet」（小魚產卵的河流）。

## 地理
位於釧路市市中心西北方約40公里處，轄區為南北狹長分布，境內有阿寒川及國道240號縱向穿越；以南部的阿寒地區為發展中心，町公所也設於此。。北部山區屬於阿寒國立公園，包括阿寒湖、阿寒湖溫泉。

## 歷史
- 1887年：設置阿寒郡戶長役場。
- 1923年4月1日：舌辛村、徹別村、蘇牛村、飽別村合併為舌辛村，並成為北海道二級村。[2]
- 1937年4月1日：舌辛村的舊舌辛村地區分割設置舌辛村分割獨立設置鶴居村，為北海道二級村。
- 1937年6月15日：改名為阿寒村。
- 1940年4月1日：成為北海道一級村
- 1957年1月1日：改制為阿寒町。
- 2005年10月11日：與舊釧路市、音別町合併為新設立的釧路市。

## 產業
過去曾經因開採煤礦而繁榮，但在停止開採後即沒落。現以奶酪畜牧業、畜牧業及阿寒湖周邊的旅遊業為主。

## 交通

### 機場
- 釧路機場（位於舊釧路市，距離約20公里）

### 鐵路
- 境內無鐵路經過，最近的車站為北海道旅客鐵道根室本線釧路車站
- 雄別煤礦鐵路尺別線：已於1970年4月廢止
  - 阿寒車站　古潭車站　新雄別車站　真澄車站　雄別煤礦車站

### 道路
一般國道
- 國道240號
- 國道241號
- 國道274號

## 觀光景點

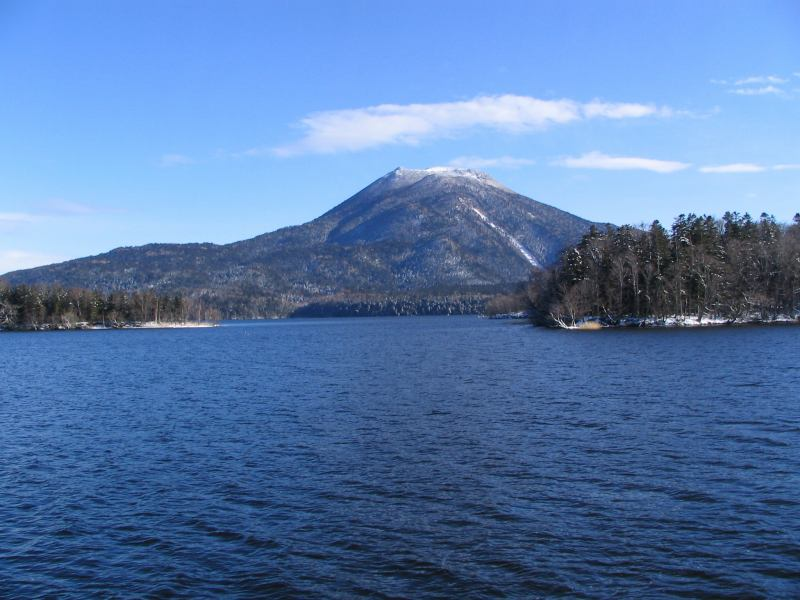
阿寒湖和雄阿寒岳

- 阿寒摩周國立公園：北海道第一個國立公園
- 阿寒湖
- 阿寒湖溫泉
- 毬藻：保育植物
- 阿寒國際仙鶴中心

## 教育

### 高等學校
- 道立北海道阿寒高等學校

### 中學校
- 阿寒町立阿寒中學校（現在的釧路市立阿寒中學校）
- 阿寒町立阿寒湖中學校（現在的釧路市立阿寒湖中學校）
- 阿寒町立仁志別小中學校（現在的釧路市立仁志別中學校）

### 小學校
- 阿寒町立阿寒小學校（現在的釧路市立阿寒小學校）
- 阿寒町立阿寒湖小學校（現在的釧路市立阿寒湖小學校）
- 阿寒町立布伏內小學校（現在的釧路市立布伏內小學校）
- 阿寒町立中徹別小學校（現在的釧路市立中徹別小學校）
- 阿寒町立仁志別小中學校（現在的釧路市立仁志別小學校）

## 姊妹市・友好都市
- 阿蘇町（熊本縣，現在已改制為阿蘇市）

## 本地出身的名人
- 前田正名：明治時代的實業家。
- 前田光子：前田一步園財團創辦人，致力於阿寒地區的環境保護。
- 山崎定次郎：出身於富山縣，後遷移至阿寒町，致力於研究丹頂鶴。
- 板垣惠介：漫畫家，畢業於阿寒高校。